# Leistungsgebot
Das Leistungsgebot nach § 254 Abgabenordnung ist die Aufforderung an einen Steuerpflichtigen
- einen dem Grunde und der Höhe nach genau bestimmten Geldbetrag (z. B. Steuern),
- bis zu einem bestimmten Zeitpunkt (Zahlungsfrist),
- bei einer bestimmten Stelle (Finanzamt) und
- in einer bestimmten Art und Weise (durch Überweisung)

zu entrichten.
Ein Leistungsgebot ist ein Verwaltungsakt im Sinne des § 118 AO, welcher in der Regel mit dem Steuerbescheid verbunden ist.
Das Leistungsgebot ist Voraussetzung für die Vollstreckung eines Steuerbescheids. Die Vollstreckung darf erst beginnen, wenn die Leistung fällig und der Vollstreckungsschuldner zur Leistung, Duldung oder Unterlassung aufgefordert worden ist (= Leistungsgebot) und seit der Aufforderung mindestens eine Woche verstrichen ist.